# 1938 Лозана
1938 Лозана (енгл. 1938 Lausanna) је астероид главног астероидног појаса са средњом удаљеношћу од Сунца која износи 2,235 астрономских јединица (АЈ).
Апсолутна магнитуда астероида је 13,0.